# Route nationale 396
Die Route nationale 396, kurz N 396 oder RN 396, ist eine ehemalige französische Nationalstraße. Ihre Gesamtlänge betrug 301,5 Kilometer.
Die Straße wurde erstmals 1933 eingerichtet und zugleich in das Nationalstraßennetz aufgenommen.
Der Streckenverlauf verlief von Vitry-le-François bis nach Bourg-en-Bresse.
Im Jahr 1973 erfolgte die Herabstufung der Nationalstraße bis auf den Abschnitt zwischen Simard und der N78 nördlich von Louhans. Dieser ging 1978 an die neue Führung der N78. Sie wurde in verschiedene Département-Straßen umgewidmet.
Von 1982 bis 2006 gab es eine weitere N396, als Seitenast der N96 zwischen Pont-de-l’Etoile und der N8 bei Gémenos.

## N396a
Die N396A war eine französische Nationalstraße und zugleich ein 1,5 Kilometer langer Seitenast der Nationalstraße N396.
Die Straße zweigte in Longvic ab und verlief weiter bis zu ihrem Endpunkt beim Militärflugplatz Dijon-Bourgogne.
Die Straßenführung hatte ihren Ursprung aus der Nationalstraße N468, die ursprünglich am Flughafen verlief und für den Verkehr gesperrt wurde.
Diese Nationalstraße wurde 1957 eingerichtet und in das Nationalstraßennetz aufgenommen.
Im Jahr 1973 erfolgte die Herabstufung der Straße zur Département-Straße.
Seit diesem Zeitpunkt wird die Strecke mit der Straßennummer D996A ausgeschildert.